# Ignaz Schiffermüller
Johann Ignaz Schiffermüller (Hellmonsödt 2 de outubro de 1727 - Linz 21 de junho de 1806) foi um naturalista austríaco especializado nos insetos da ordem Lepidoptera e notório pelo trabalho no desenvolvimento de um sistema de nomenclatura científica por meio de cores.

## Obra
- Versuch eines Farbensystems, Vienna 1772[3]